# Atherigona immaculata
Atherigona immaculata är en tvåvingeart som beskrevs av Stein 1910. Atherigona immaculata ingår i släktet Atherigona och familjen husflugor.
Artens utbredningsområde är Socotra. Inga underarter finns listade i Catalogue of Life.